# Cantón de La Cruz
La Cruz es el décimo cantón de la provincia de Guanacaste en Costa Rica, constituido como tal desde 1969, siendo a su vez uno de los más septentrionales de la República. 
Este cantón limita al norte con Nicaragua y es donde se encuentra el principal puesto fronterizo con este país, llamado Peñas Blancas.
Su cabecera es la homónima ciudad de La Cruz, situada alrededor de 60 km al norte de Liberia, capital de la provincia y a 16 km de dicha frontera. 

## Toponimia
El origen del nombre se remonta al hecho ocurrido, en la época en que los arrieros transportaban ganado de Nicaragua a Esparza, cuando uno de ellos, de paso por la región, cayó muerto al perseguir una res que se había escapado de la manada, por lo que sus compañeros colocaron una cruz de palos rollizos sobre su sepultura. Posteriormente, esa cruz sirvió de referencia a los arrieros que por allí pasaban, para hacer un descanso en el sitio y a la vez contar el ganado, antes de proseguir su viaje a su destino final. Con el tiempo el lugar dio origen a la formación de una incipiente población, que se comenzó a denominar La Cruz.[cita requerida]

## Historia
En la época precolombina el territorio que actualmente corresponde al cantón de La Cruz, formó parte de una de las provincias de los indígenas denominados Chorotegas, cuyos dominios comprendían desde la Península de Nicoya hasta el Lago de Nicaragua, constituida por varios poblados o señoríos. 
La región fue descubierta por Don Gil González Davila en 1522, en su marcha hacia otra provincia de los chorotegas, que estaba bajo la autoridad del cacique Nicarao (hoy Nicaragua). En 1561 don Juan de Cavallón, proveniente de Granada pasó por la zona en su expedición que llegó al Valle Central. En septiembre de 1562 transitó por este territorio don Juan Vázquez de Coronado, quien traía ganado vacuno y caballos desde León. También pasó por la región don Perafán de Ribera en su viaje hacia Cartago. 
En la segunda mitad del siglo XIX llegaron a la región los primeros finqueros procedentes de Rivas, Nicaragua; iniciando la formación de haciendas. El 20 de marzo de 1856, las tropas del país libraron su primera batalla contra los filibusteros de Willian Walker en la Hacienda Santa Rosa (ubicada en el cantón de La Cruz), logrando derrotar a los invasores del territorio nacional. 
En la administración de don Ascensión Esquivel Ibarra, en 1906 se estableció la escuela, ubicada cincuenta metros al este del actual mirador construido por el Instituto Costarricense de Turismo. En 1953 se inauguró un nuevo edificio escolar que se denomina Escuela Salvador Villar Muñoz. El Liceo La Cruz inició sus actividades docentes en 1969, en el gobierno de don José Joaquín Trejos Fernández, como centro educativo complementario de segunda enseñanza, al principio nocturno y luego diurno, localizada en la escuela; en 1973 se inauguraron las instalaciones actuales. 
En ley No 20 del 18 de octubre de 1915, se promulgó la división territorial para efectos administrativos, en la cual el barrio La Cruz constituyó parte del distrito tercero del cantón Liberia. 
La primera ermita se construyó en 1923, situada en la esquina noreste del actual parque. Durante el arzobispado de Monseñor don Víctor Manuel Sanabria Martínez, segundo Arzobispo de Costa Rica, en el año 1949, se erigió la parroquia, con advocación a la Santa Cruz, la cual actualmente es sufragánea de la diócesis de Tilarán de la provincia eclesiástica de Costa Rica. 
La cañería se inauguró en el año de 1946, en la administración de don Teodoro Picado Michalski. 
En el Gobierno de don José Joaquín Trejos Fernández, el 23 de julio de 1969, en ley No 4354, se le otorgó el título de Villa a la población de La Cruz, cabecera del cantón creado en esa oportunidad. Posteriormente, en ley No 4574 del 4 de mayo de 1970, se promulgó el Código municipal, que en su artículo tercero, le confirió a la citada Villa, la categoría de ciudad, por ser cabecera de cantón. 
El 10 de agosto de 1970 se llevó a cabo la primera sesión del Concejo de La Cruz, integrado por los siguientes regidores propietarios, señores Piedad Loáiciga Salgado, Presidente; Víctor Manuel Hernández Ortega, Vicepresidente; y Carlos Manuel Rodríguez Campos. El ejecutivo municipal fue don Félix Sancho Gallo y el secretario municipal don José Luis Fallas Leitón. 

### Cantonato
En ley No 4354 del 23 de julio de 1969, La Cruz se erigió como cantón número diez de la provincia de Guanacaste originalmente con tres distritos.
La Cruz procede del cantón de Liberia, establecido este último con el nombre de Guanacaste, en ley No 36 del 7 de diciembre de 1848.

## Ubicación
Los límites del cantón son los siguientes: 
- Norte: República de Nicaragua
- Oeste: Océano Pacífico
- Este: Upala
- Sur: Liberia

## Geografía
Cantón de La Cruz cuenta con un área de 1385,38 km² y una altitud media de 248 m s. n. m.
La anchura máxima es de ochenta y un kilómetros, en dirección noreste a suroeste, desde unos 150 metros al noroeste del Hito 14, frontera con la República Nicaragua, donde la línea imaginaria se interseca con el río Las Haciendas hasta punta Santa Elena, en la península del mismo nombre.

## Distritos
La Cruz cuenta con cuatro distritos:
- La Cruz.
- Santa Cecilia.
- La Garita.
- Santa Elena.

### Leyes y decretos de creación y modificaciones
- Ley 4354 de 23 de julio de 1969 (Creación, límites y división distrital de este cantón, segregado de Liberia).
- Ley 4541 de 17 de marzo de 1970 (Creación y límites del cantón Upala colindante con esta Unidad Administrativa).
- Decreto Ejecutivo 25 de 27 de abril de 1970 (Creación del distrito # 4 Santa Elena y límites distritales).
- Ley 4574 de 4 de mayo de 1970 (Título de ciudad a la cabecera del cantón La Cruz, así dispuesto en el Código municipal).

## Demografía
Para el año 2022, Cantón de La Cruz cuenta con una población estimada de 26 829 habitantes, y para el último censo efectuado, en 2011, Cantón de La Cruz contaba con una población de 19 181 habitantes.
De acuerdo al censo nacional del 2011, la población del cantón era de 19 181 habitantes, de los cuales, el 18,2 % nació en el extranjero. El mismo censo destaca que había 4732 viviendas ocupadas, de las cuales, el 41,6 % se encontraba en buen estado y había problemas de hacinamiento en el 10,7% de las viviendas. El 37,1% de sus habitantes vivían en áreas urbanas. 
Entre otros datos, el nivel de alfabetismo del cantón es del 93,8 %, con una escolaridad promedio de 6,2 años.

## Economía
Su mayor desarrollo, obedece a la apertura de la carretera Interamericana. El intercambio comercial de Costa Rica con el resto de Centroamérica ha generado el incremento en el paso de vehículos de carga que deben cruzar forzosamente por La Cruz, favoreciendo a su vez a la población. Asimismo el desarrollo del turismo con el resto de la región ha favorecido generosamente a la población del cantón, ya que muchos trabajan en actividades de comercio informales, otros han convertido sus casas en pequeños hoteles y sodas. El más reciente desarrollo ha sido la apertura de un hotel todo incluido el cual genera un gran interés en los turistas no solo para vacacionar, sino también para la celebración de ocasiones especiales como lo son las bodas de destino y convenciones grupales. 
La llegada de turistas (nacionales y extranjeros) a las playas de este cantón ha ido creciendo paulatinamente, generando la demanda de hoteles y casas de lujo que se han ido desarrollando en toda la zona costera. La inexistencia de lugares apropiados de diversión sana provoca el consumo de Güaro y Cerveza constituyéndose en uno de los principales males que aquejan al cantón. El límite SE, está conformado por la divisoria de la Cordillera Volcánica de Guanacaste, donde se localizan el volcán Orosí. La Cruz cuenta con oferta de servicios públicos y privados, sobre todo en el área de la salud y la educación.
La Cruz está asentado a las orillas de lo que se conoce como Mirador la Cruz, desde donde se aprecian maravillosos e impresionantes atardeceres, con el sol ocultándose en el mar pacífico, bajo la amplitud del horizonte. Este mirador, y el parque nacional Santa Rosa constituyen sus mayores atractivos turísticos, donde la Casona de Santa Rosa, preservada desde mediados del siglo XIX, es un monumento a la historia del país.
Las playas en La Cruz son un atractivo turístico y las más conocidas son: Cuajiniquil, Bahía Salinas y Manzanillo.
El censo nacional de 2011 detalla que la población económicamente activa se distribuye de la siguiente manera:
- Sector primario: 37,2 %
- Sector secundario: 9,5 %
- Sector terciario: 53,3 %